# A Menina da Rádio
A Menina da Rádio (Portugiesisch für: „Das Mädchen vom Radio“) ist eine portugiesische Filmkomödie des Regisseurs Arthur Duarte aus dem Jahr 1944. Die Musikkomödie zählte in der Hochphase des Portugiesischen Kinos in den 1940er Jahren zu den populären Unterhaltungsfilmen und ist ein bis heute bekannter Vertreter der Comédia portuguesa.

## Handlung
Cipriano Lopes und Rosa Gonçalves sind Ladenbesitzer im Lissabonner Estrela-Viertel (Stadtgemeinde Lapa) und können sich nicht leiden. Ihre Kinder aber, Ciprianos Tochter Geninha und Rosas Sohn Óscar, sind ineinander verliebt. Als Cipriano ein Lokalradio gründen möchte, unterstützen ihn die beiden mit großem Elan. Óscar soll die Lieder schreiben, die Geninha dann im Radio singt, zur Freude des stolzen Vaters.
Als Rosa von dem Radioprojekt erfährt, versucht sie es mit Unterstützung der anderen Händler im Viertel zu bekämpfen. Cipriano verfolgt seine Radiopläne aber unnachgiebig, und als dann auch noch der bekannte Sänger Fernando Verdial und Teresa Waldemar, ein von der staatlichen Emissora Nacional bekannter Radiostar, im neuen Radio auftreten, ist das Projekt nicht mehr aufzuhalten.
Die beiden Rivalen überwinden ihren Streit und lassen überraschend eine alte Liebe wieder aufleben, die sie einst verband. Und auch die beiden jungen Liebenden können nun endlich frei zueinander finden.

## Rezeption
Der Film feierte am 3. Juli 1944 im Lissabonner Teatro São Luiz Premiere und war der erfolgreiche Versuch des ehemaligen UFA-Schauspielers Arthur Duarte, den Erfolg seines Films O Costa do Castelo aus dem Vorjahr zu wiederholen. So wandte er hier die gleichen Zutaten an, siedelte die Handlung diesmal aber im Zusammenhang mit der seinerzeit enorm populären Radiounterhaltung an. Da Milú nach ihrer Heirat Ende 1943 nicht mehr schauspielte, suchte Duarte über Wettbewerbe (heute Casting) eine neue Kandidatin, die er in der erst 16-jährigen Maria Eugénia fand. Der Film war zudem die erste Produktion der Companhia Portuguesa de Filmes, die durch Umbenennung der Tóbis Portuguesa entstanden war, um nicht mit der deutschen Tobis in Verbindung gebracht zu werden und möglichen alliierten Boikotten aus dem Weg zu gehen. Mit etwa 11,5 Mio. Escudos (11.500 Contos) bewegten sich die Produktionskosten im oberen Durchschnitt.
Der als unbeschwerte Komödie angelegte Film baut auf komische Wortspiele und auf eine Reihe Lieder. Die Kritik bemängelte die durchsichtige, häufig zu oberflächlich ablaufende Handlung, bemerkte aber neben dem Wortwitz auch gelegentliche Ansätze einer tieferen Ironie, etwa wenn gleich der Einleitungssatz („Diese Geschichte beginnt zu einer Zeit, als es noch Kuchen in den Konditoreien gab...“, Original: Esta história começa no tempo em que ainda havia bolos nas pastelarias...) auf die angespannte Versorgungslage im Land anspielt. Portugals Diktator Salazar hatte zwar das Land aus dem Zweiten Weltkrieg heraushalten können, jedoch waren auch in Portugal Nahrungsmittel rationiert. Das Publikum in der Estado-Novo-Diktatur verlangte daher nach Ablenkung, zudem zeigte der Film eine kleinbürgerliche Idylle in Altstadtvierteln und Dörfern, die die Mehrheit der damaligen Zuschauer kannte oder aber anstrebte. Der Film vermittelt dabei die traditionellen familiären Werte und vermeidet jede sexuelle oder anderweitig als moralisch unerwünscht geltende Anspielung. Er entsprach damit dem Geschmack des klerikalfaschistischen Regimes und deckte sich zu diesem Zeitpunkt auch noch mit dem Weltbild eines wesentlichen Teils der portugiesischen Gesellschaft. Auch das versöhnliche Ende mit dem Bild einer geeinten und nach vorne schauenden Gemeinschaft entsprach den Vorstellungen der Propaganda.
Der Film wurde mehrfach im öffentlich-rechtlichen Fernsehen RTP ausgestrahlt und, nach Restauration durch die Cinemateca Portuguesa, mehrmals von Lusomundo wiederveröffentlicht, ab Ende der 1980er Jahre als VHS-Kaufkassette und ab 2002 als DVD mit einigem Bonusmaterial.